# Voß (mecklenburgisches Adelsgeschlecht)

Wappen derer von Voß (Mecklenburg)

Voß (seltener: Voss, lat.: Vulpes) ist der Name eines alten Adelsgeschlechts aus Mecklenburg, das dem Uradel des Landes angehört und mit Johannes Vulpes, Rat des Fürsten Nikolaus I. von Werle, am 15. Mai 1253 urkundlich ersterwähnt wird. Die Familie besaß Güter vor allem in Mecklenburg und Preußen.
Die Familie ist von anderen gleichnamigen, aber wappenverschiedenen und nicht-verwandten Adelsgeschlechtern mit Namen Voss zu unterscheiden.

## Linien
Die Familiengenealogie unterscheidet die Häuser
- Buch (preuß. Grafenstand 1840)
- Gievitz (preuß. Grafenstand 1800)
- Luckow (dänische Adelsnaturalisation 1777)
- Luplow, Stammgut in Mecklenburg (u. a. mit Linie Luplow-Puchow)
- Lüssow, bei Gützkow Vorpommern
- Dölzig, (pol. Dolsk (Dębno)) bei Soldin
- Sarow (Linie im 16. Jh. erloschen)

## Geschichte
1292 belehnte Fürst Nikolaus von Werle den treuen Ritter Heinrich Voss für geleistete Dienste mit den Dörfern Luplow und Rosenow zu dauernden Besitz. Das Gut in Luplow blieb ununterbrochen bis zur Enteignung 1945 im Besitz der Familie von Voss. Die älteste Lehnsurkunde der Voß aus Gievitz stammt von 1332, in Rumpshagen sind die Voß seit 1310 nachgewiesen. Von 1356 bis 1516 war die Familie auch in Sarow (mit Ganschendorf) ansässig.

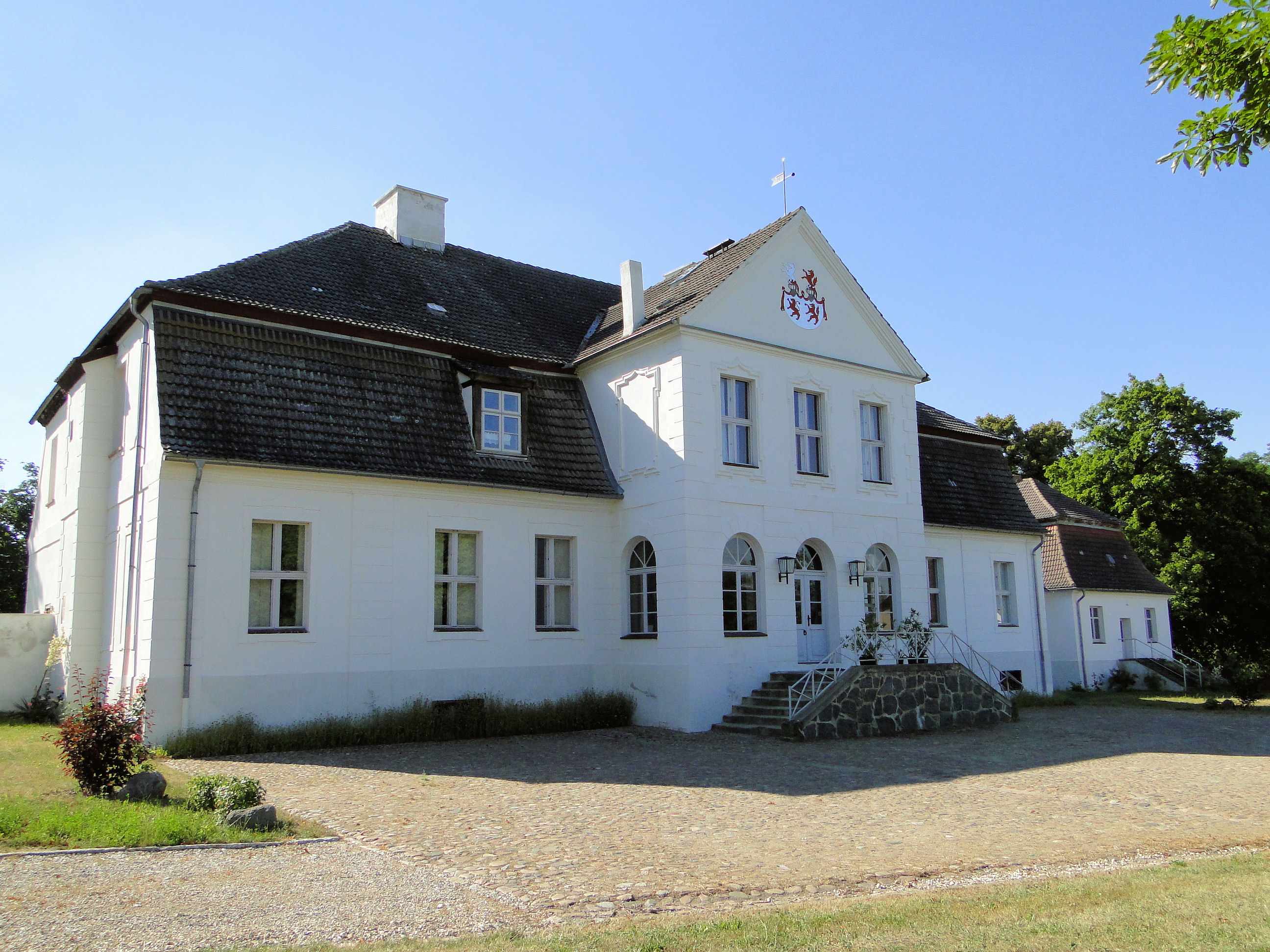
Gut Luplow, von 1292 bis 1945 im Besitz der Familie, das Gutshaus erbaut um 1730
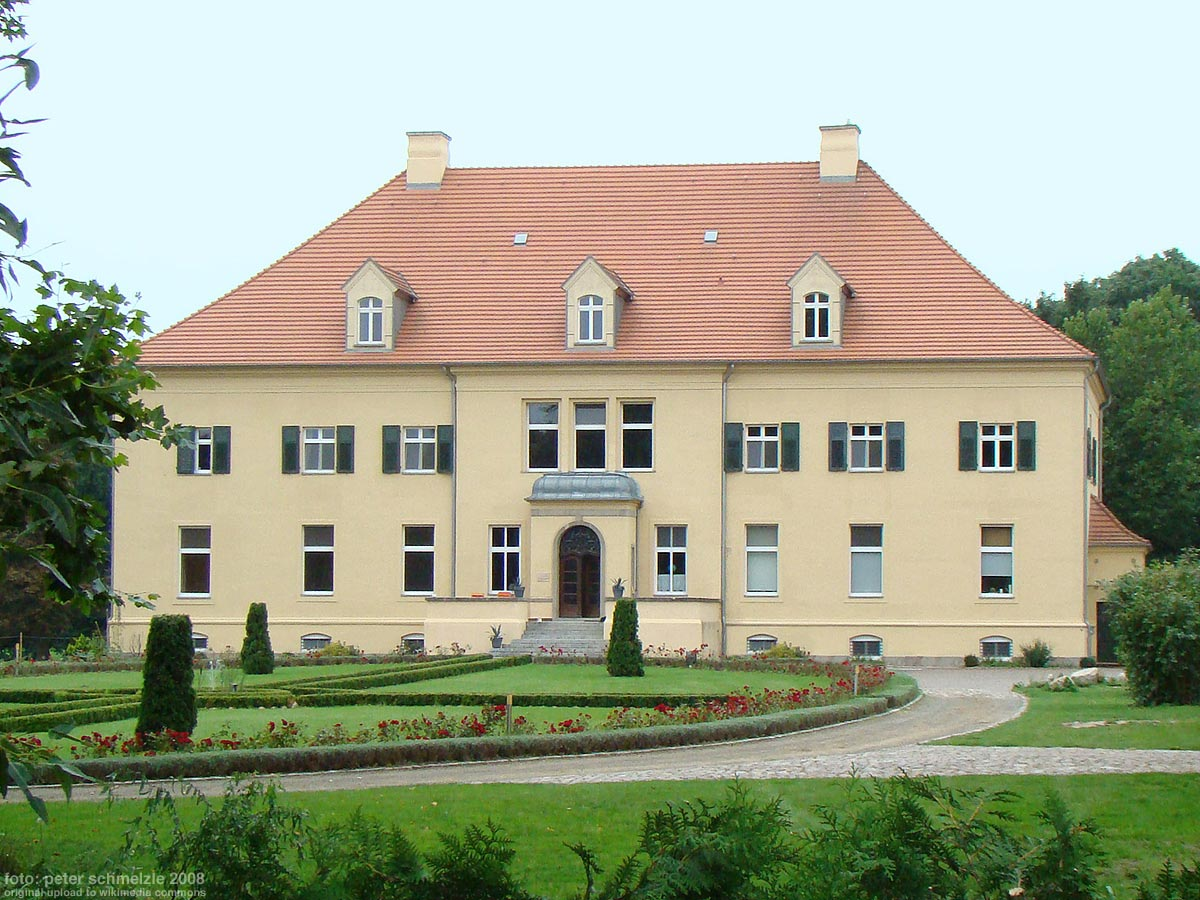
Gut Groß Gievitz, von 1332 (mit Unterbrechung) bis 1929 im Besitz der Familie
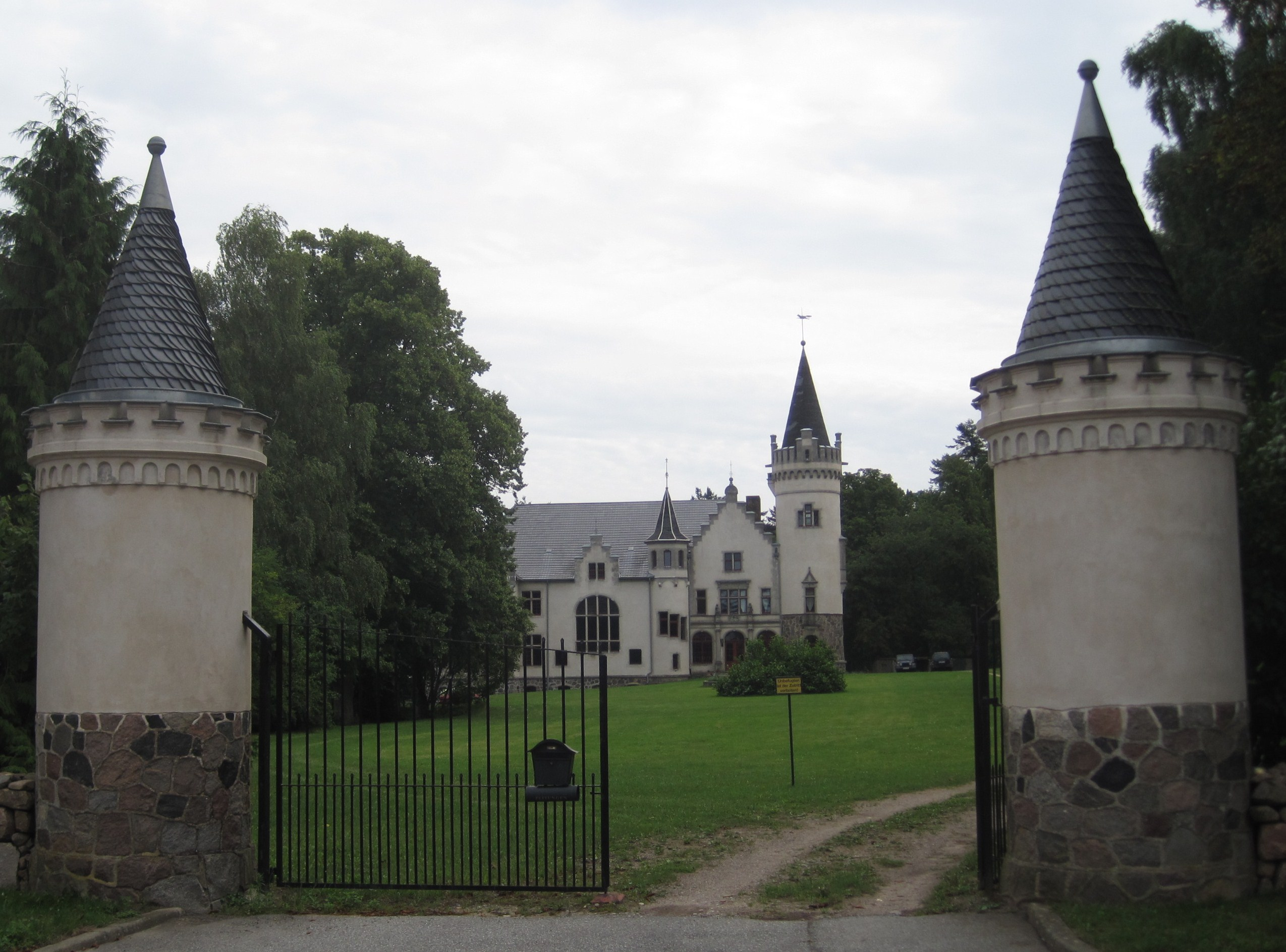
Gut Katelbogen b. Baumgarten, etwa von 1894 bis 1932 im Eigentum d. spät. Obersts Fritz von Voß, Landtagsmitglied

Im 16. Jahrhundert kamen die Gievitzer Güter an die Flotow auf Burg Stuer und die Hahn auf Schloss Basedow, 1616 konnten die Voß den Besitz wieder zurück erlangen, doch war das Gut Gievitz beim Tod von Carl von Voß 1641 bereits wieder im Konkurs. Sein Bruder Jürgen von Voß († 1669) war mit Elisabeth von Oertzen verheiratet, und ihm gelang es, das verpfändete Gut auszulösen. Er hinterließ fünf Söhne, von denen Ernst Christoph von Voß (1655–1720) den Gievitzer Besitz erhielt, der jedoch durch Vergleiche 1673 und 1675 an seinen Bruder Jürgen Ulrich von Voß und dessen Frau Anna von Bülow kam, die das Gut 1684 an die von Erlencamp verpfändeten. Ernst Christoph stand in braunschweig-lüneburgischen, später in hannoverschen Diensten. Es gelang ihm, auch durch die Heirat mit der Lüneburger Patriziertochter Anna Magdalena von Witzendorff, seine wirtschaftlichen Verhältnisse zu konsolidieren und 1693 das Gievitzer Gut gegen eine hohe Zahlung wiederzuerlangen. Er starb kinderlos. Zu seinem Erben wurde sein Neffe Friedrich Ernst von Voß (1700–1738), der 1730–32 das barocke Gutshaus Rumpshagen erbauen ließ, aber bald jung starb und zwei minderjährige Söhne hinterließ. Friedrich Christoph Hieronymus von Voß (1724–1784) erhielt die Güter in Flotow und Klein Helle und erwarb später Besitzungen in Preußen, wo sich die Linie Buch entwickelte.

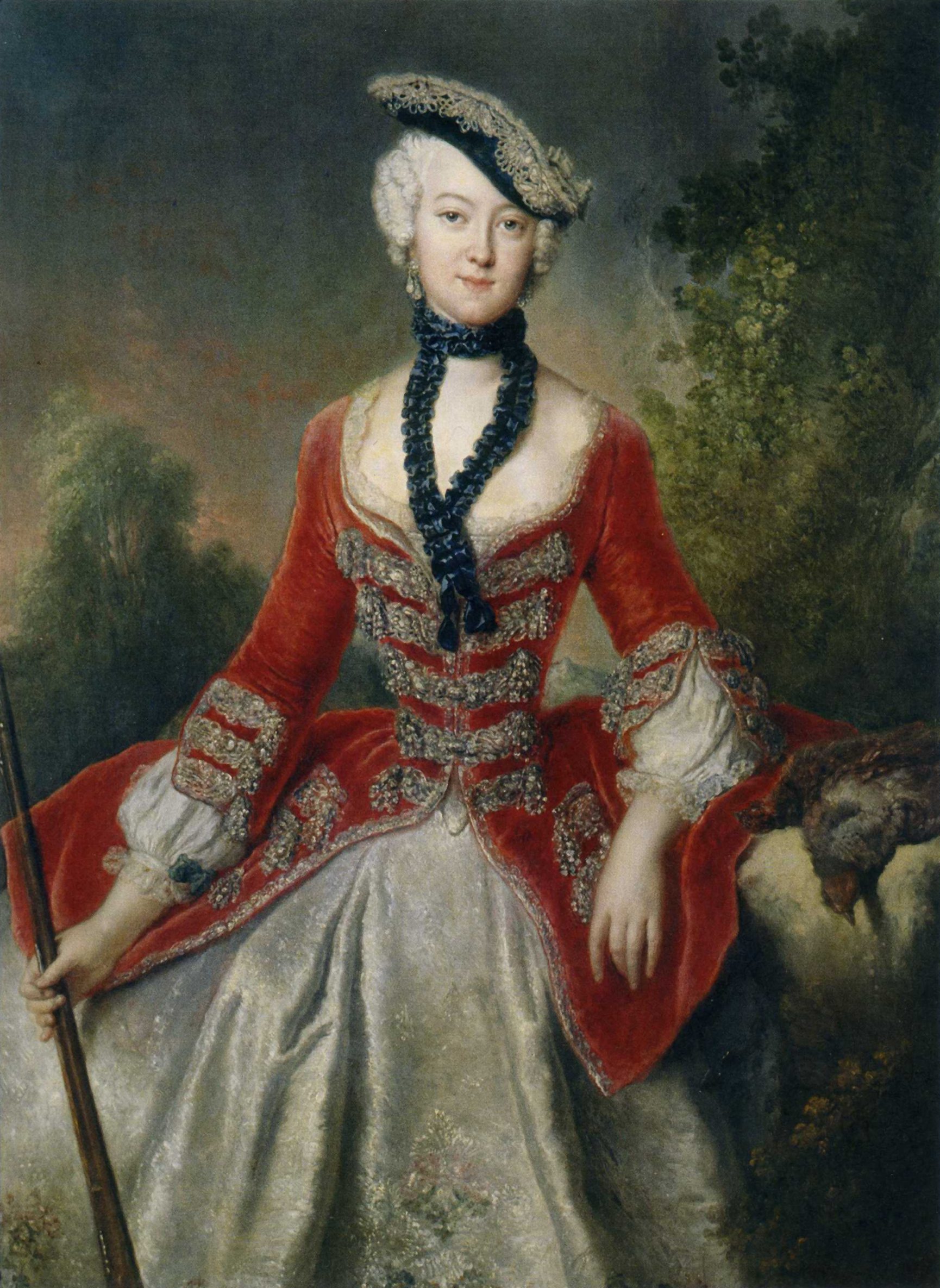
Gräfin Sophie Marie von Voß, geb. von Pannwitz (1729–1814), Oberhofmeisterin (Gemälde von Antoine Pesne)

Johann Ernst von Voß (1726–1793) erhielt die Güter in Gievitz, Schönau und Rumpshagen, das er jedoch 1752 an Justus von Gundlach veräußerte. Johann Ernst war Diplomat am preußischen Königshof, Regierungspräsident von Magdeburg und Oberhofmeister der Königin Elisabeth Christine, Gattin Friedrichs II. Seine Frau Sophie Marie von Pannwitz (1729–1814) war zuerst Hofdame der Königinmutter Sophie Dorothea und kam nach dem Tode Johann Ernsts als Oberhofmeisterin für Kronprinzessin Luise zurück an den preußischen Hof. Sie lebte neunundsechzig Jahre am preußischen Hof und war über Jahrzehnte Gesprächspartnerin und Beraterin von Königinnen und Königen und Erzieherin der Kinder. 1800 wurde sie mit dem Band des Schwarzen Adlerordens ausgezeichnet und in den erblichen Grafenstand erhoben. Ihre Nichte Julie von Voß wurde 1787 zur morganatischen Gemahlin Friedrich Wilhelms II.

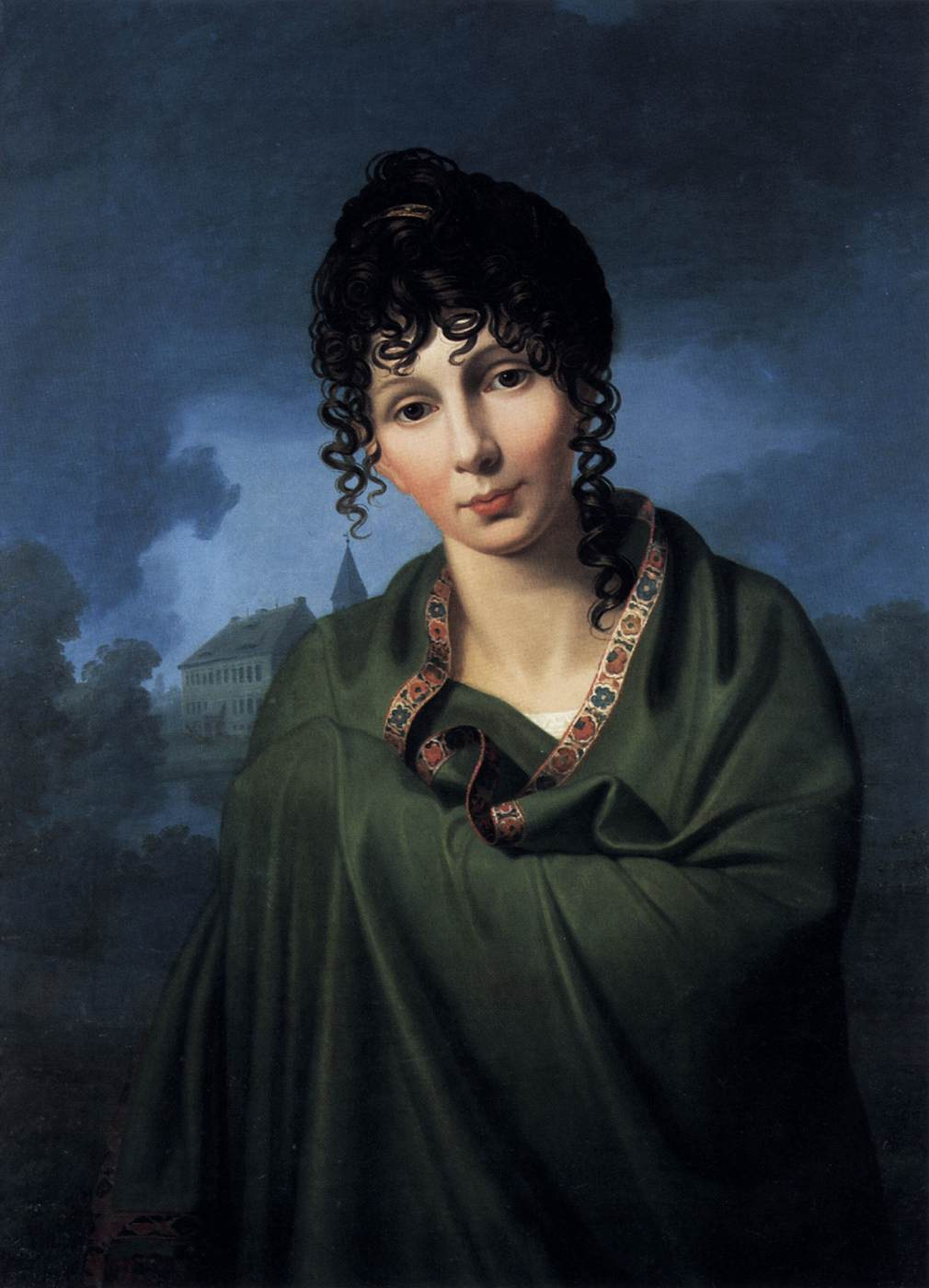
Luise Gräfin von Voß, geb. von Berg (1780–1865), Gemälde von Friedrich Bury

Ihr Enkel August Ernst von Voß (1779–1832) heiratete Luise von Berg (1780–1865), eine Tochter der Caroline von Berg, die ebenfalls enge Vertraute und Biografin der Königin Luise war. August Ernst von Voß ließ in Groß Gievitz 1827 bis 1831 eine Begräbniskapelle für seine Schwiegermutter errichten. Sein Sohn Felix Georg von Voß (1801–1881) heiratete 1826 Louise Wilhelmine von Hahn († 1833) und wurde im Folgejahr auch Lehensträger in Schorssow. Ab 1835 bewirtschaftete er selbst das Gievitzer Gut und war ab 1841 in zweiter Ehe mit Luise Henckel von Donnersmarck (1820–1902) verheiratet, die im hohen Alter zur Pflegemutter von Odo Deodatus I. Tauern wurde. Auf Felix von Voß geht die Erneuerung des Ortes nach einem Brand von 1820 zurück, auf seine Mutter Luise von Berg die Erneuerung der Dorfkirche Groß Gievitz im Jahr 1857. Felix’ Sohn Eugen Georg von Voß (1827–1890) war österreichischer Kämmerer und Rittmeister, heiratete 1852 Erzsebet Szapary de Muraszombath und erhielt wie der Vater auch Schorssow mit Carlsdorf zu Lehen. Der letzte Spross der Gievitzer Linie war Felix von Voß (1856–1931), der 1892 mit seiner Frau Esther Lawrence (1872–1976) nach Gievitz kam. Das Paar blieb kinderlos und veräußerte das Gut 1929.
Im Einschreibebuch des Klosters Dobbertin befinden sich 15 Eintragungen von Töchtern der Familie von Voss von 1702 bis 1900 aus Schwandt, Luplow, Ganzkow und Lüssow zur Aufnahme in das adelige Damenstift im Kloster Dobbertin.
Die Linie Lüssow entstand 1841, als das Gut Lüssow nach dem kinderlosen Tod von Hermann von Wolfradt an dessen Vetter Achim von Voß kam, der sich seitdem von Voß-Wolfradt nannte und das Schloss Lüssow in seiner heutigen Gestalt errichtete. Zum Besitz zählten außerdem Güter in Consages, Klein Polzin, Owstin und Pentin. Die Voß-Wolfradt bewirtschafteten die Güter nicht selbst, sondern verpachteten diese. 1911 war Vicco von Voß-Wolfradt im Besitz der Güter. In den 1920er Jahren erlitt die Familie Konkurs, und einige Güter wurden verkauft und aufgesiedelt.
Vicco von Voß-Wolfradt erschoss seine Frau Elisabeth von Pfeil und Klein-Ellguth, seine Tochter und ein Enkelkind, die Guts-Sekretärin und sich selbst am 30. April 1945 im Wald bei Lüssow; sie wurden dort an Ort und Stelle von Dorfbewohnern heimlich beerdigt.
Die relativ junge Linie Voß-Dölzig ist eine Nebenlinie des Zweiges Voß-Buch. Erster Vertreter war Georg Anton Graf von Voß-Buch, Ehrenritter des Johanniterordens, der 1891 das Rittergut Dölzig von der Witwe des Tassilo von Tresckow erwarb und 1892 Fideikommissherr auf Dölzig wurde. Er starb 1904, und das Fideikommiss und Majorat Dölzig ging an seinen Bruder, Max Wilhelm Karl Ferdinand von Voß, der sich seitdem ebenfalls Voß-Dölzig nannte. Aus der Ehe des Max Wilhelm mit der Luise v. Block stammen zwei Töchter und ein Sohn, Karl-Achim v. Voß-Dölzig. Letzterer verstarb unverheiratet und kinderlos am 1. Mai 1945 in Berlin. Damit erlosch die Linie Voß-Dölzig.

Gut Lüssow, Vorpommern
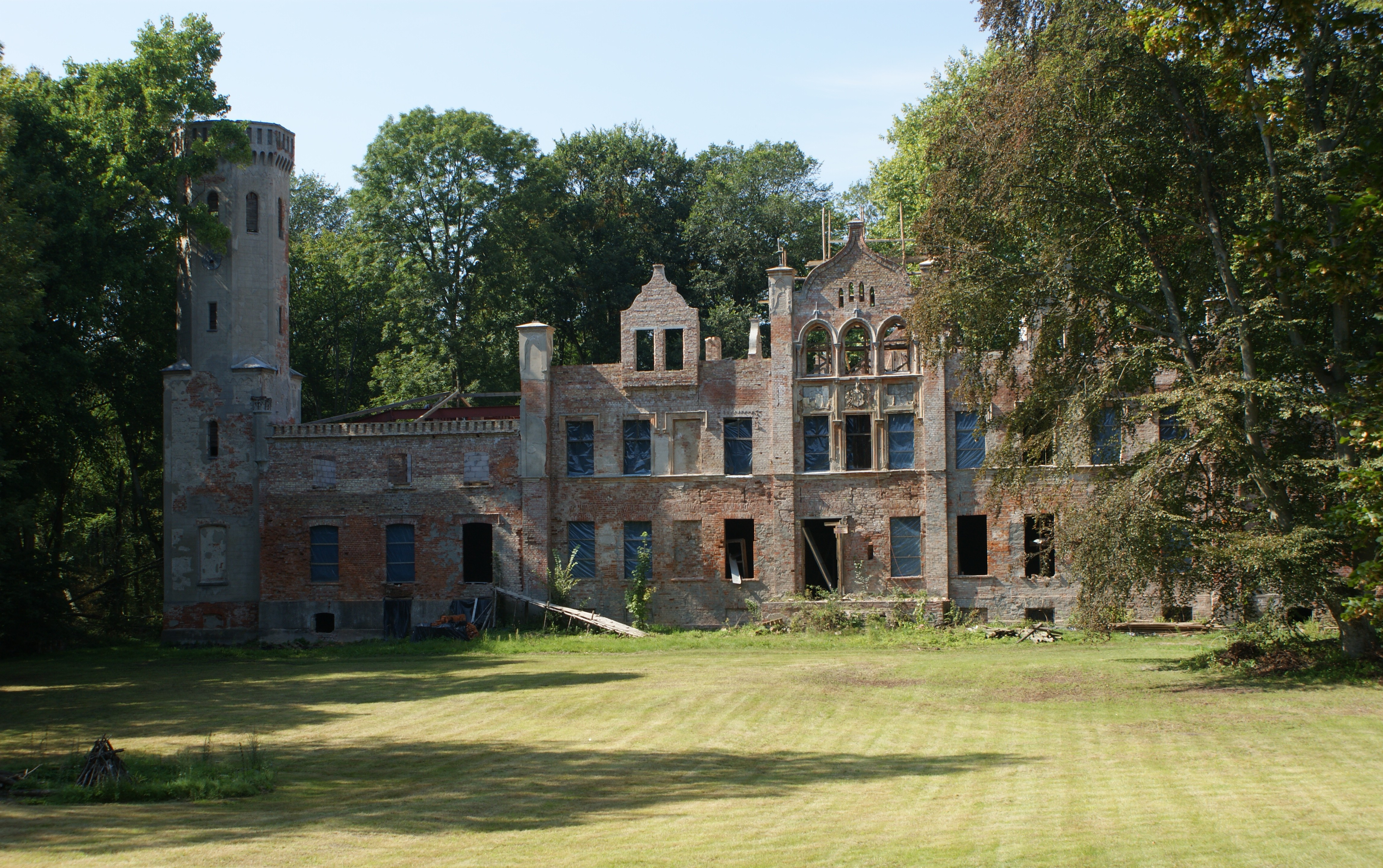
Ruine von Gut Dölzig, ehem. Neumark

## Wappen
Das Stammwappen zeigt in Silber einen springenden roten Fuchs. Auf dem Helm mit rot-silbernen Decken der Fuchs wachsend. → s. o.

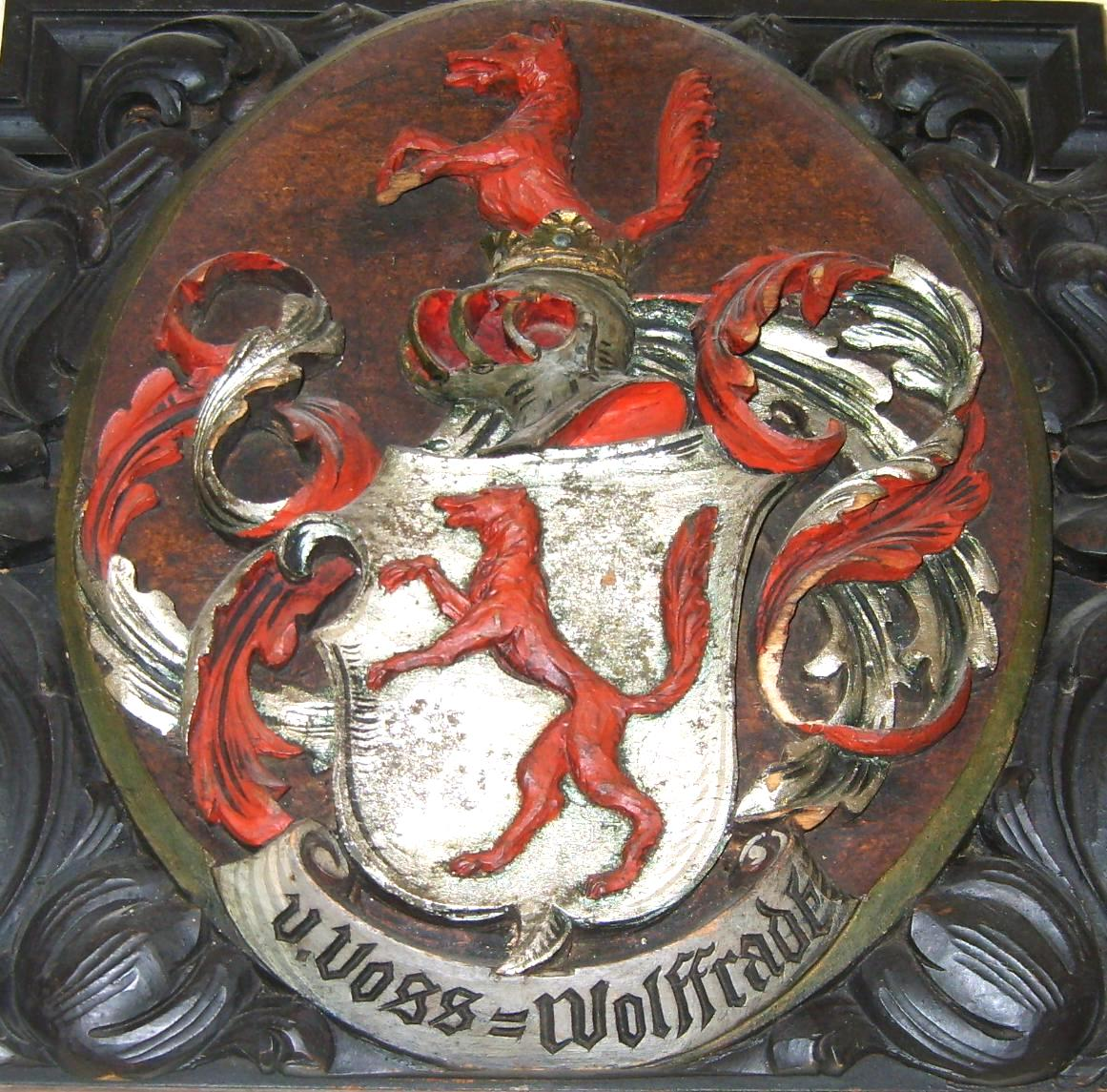
Wappen derer von Voss-Wolffradt im Kreishaus Greifswald
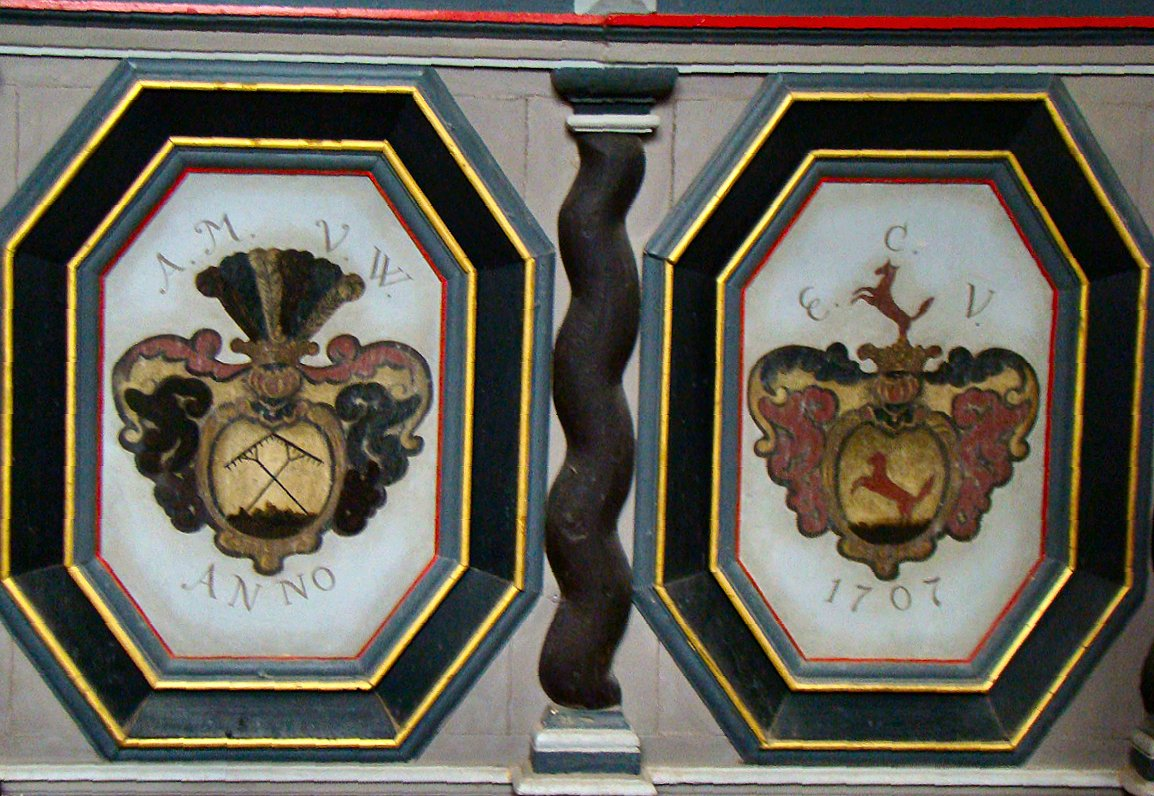
Allianzwappen derer von Witzendorff-Voß 1707 in der Dorfkirche Groß Gievitz
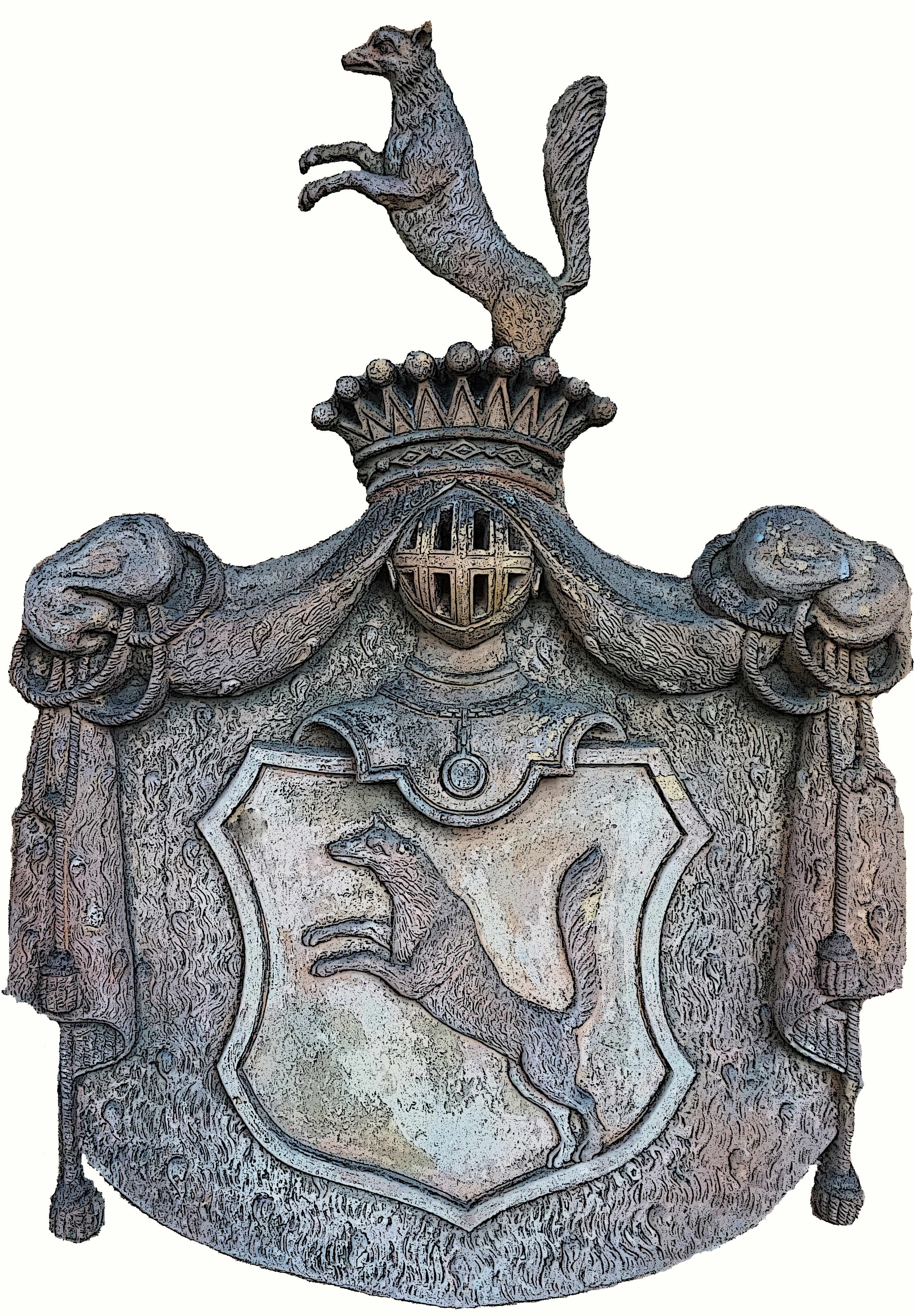
Das Wappen der Grafen von Voß Buch Begräbnisstätte an der Schlosskirche Buch bei Berlin
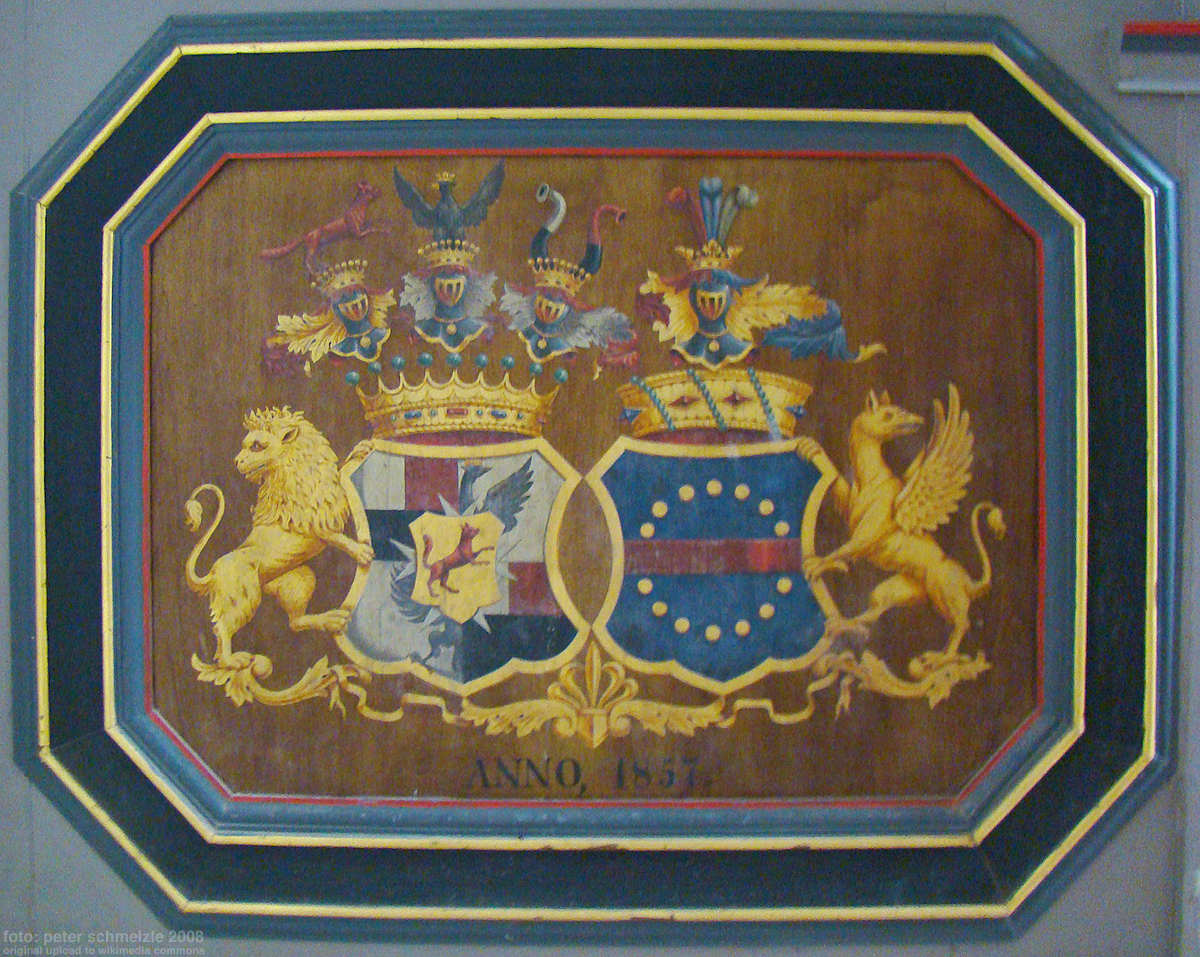
Allianzwappen derer von Voß-von Berg 1857 in der Dorfkirche Groß Gievitz
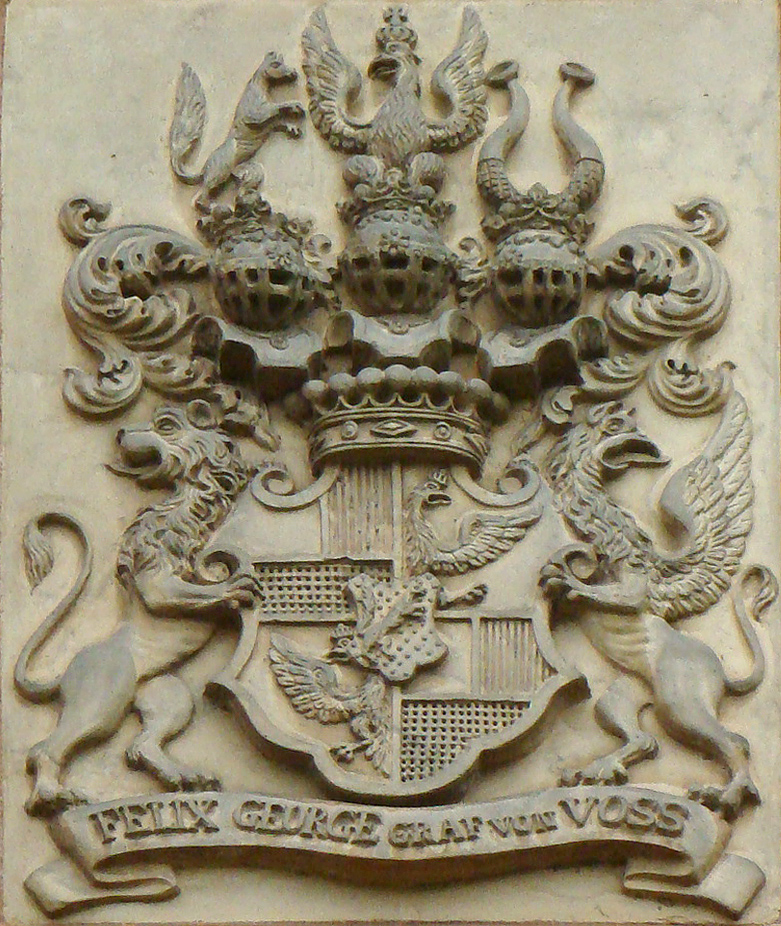
Wappen des Felix Georg von Voß an der Voß-Begräbniskapelle in Groß Gievitz
Wappen des Ortes Groß Gievitz (Derivat des Familienwappens)

## Bekannte Familienmitglieder

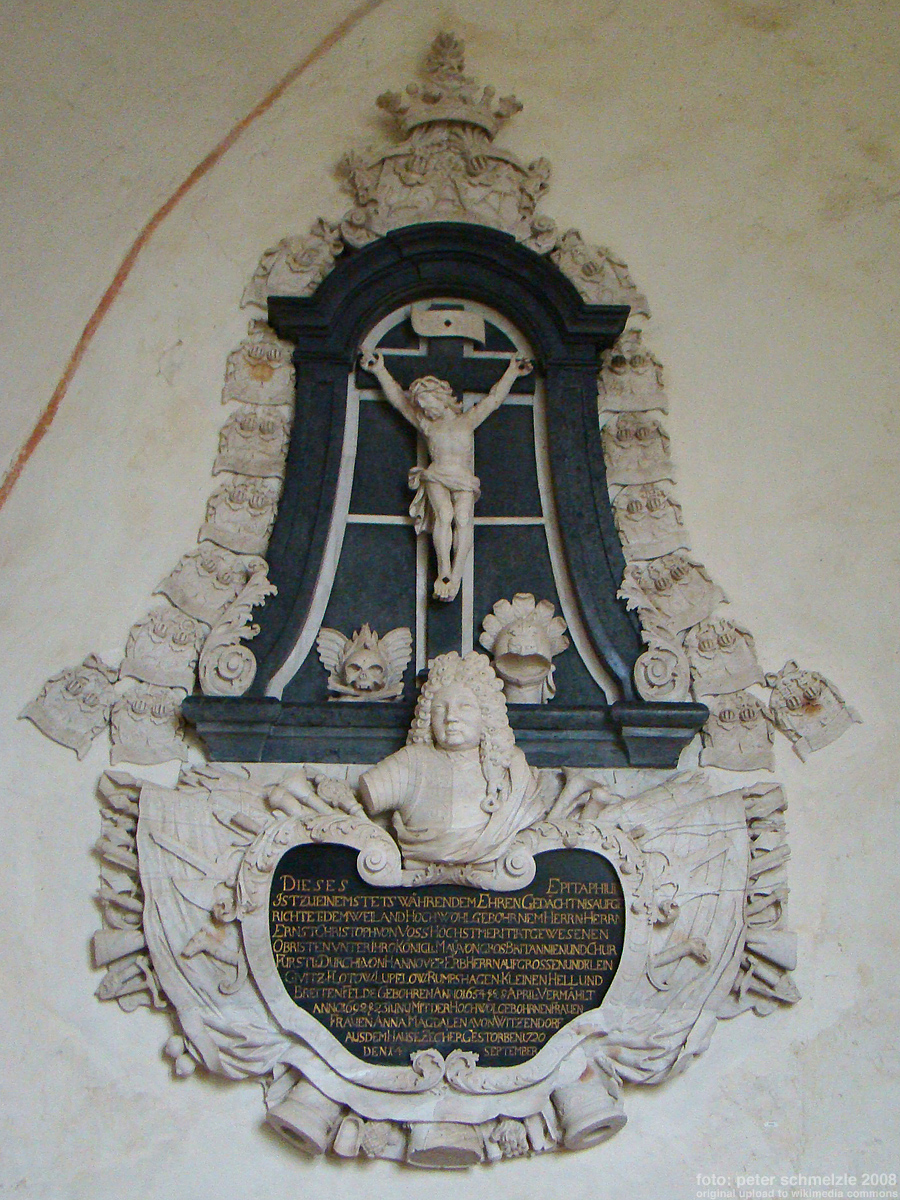
Epitaph für Ernst Christoph Voß 1655–1720

- Samuel von Voss (1621–1674), deutscher lutherischer Theologe
- Friedrich Christoph Hieronymus von Voß (1724–1784), preuß. Gesandter am dänischen Hof in Kopenhagen und in Warschau, Obersthofmeister, geheimer Justizrat u. Dompropst des Stiftes zu Havelberg
  - Otto Carl Friedrich von Voß (1755–1823), Geheimer Staatsminister u. Domdechant im Königreich Preußen
    - Friedrich Wilhelm Maximilian 1. Graf von Voß-Buch (1782 [?]–1847), Herr auf Buch, 1840 preuß. Graf primog., Domkapitular in Magdeburg
    - Carl (Karl) 2. Graf von Voß-Buch (1786–1864), Hauptritterschaftsdirektor d. Kurmark, kgl. preuß. Wirkl. Geheimer Rat u. Kronsyndikus, Domherr in Halberstadt, Geh. Konsist.-Präsident d. Prov. Brandenburg, seit 1835 Mitglied d. Staatsrates, preuß. Graf s. 1847
    - Otto Karl Philipp von Voß (1794–1836), preuß. Landrat, Bruder d. Vorgenannten
- Johann Ernst von Voß (1726–1793), preuß. Regierungspräsident von Magdeburg u. Hofmarschall der preußischen Königin
- Sophie Marie Gräfin von Voß, geb. von Pannwitz (1729–1814), lebte 69 Jahre am preußischen Hof
- Karl Friedrich von Voß (1733–1810), preuß. Generalleutnant
- Julie Amalie Elisabeth von Voß, Gräfin von Ingenheim (1766–1789), Hofdame u. spätere Ehefrau des preußischen Königs Friedrich Wilhelm II.
- Julius von Voß (1768–1832), dt. Schriftsteller
- Wilhelm von Voß (1784–1818), preuß. Landrat
- Ferdinand von Voß-Buch (1788–1871), preuß. General d. Infanterie
- Joachim von Voß (1766–1854), auf Luplow, großherzogl. meckl.-strel. Kammerherr
  - Friedrich von Voß (1801–1889), auf Ahrensberg, großherzogl. meckl.-strel. Ober-Kammerherr, Ober-Jägermeister, Kammer-Präsident
    - Achim von Voß-Wolffradt (1837–1904), preuß. Rittergutsbesitzer u. Politiker, MdH, kgl. preuß. Kammerherr, preuß. Major, Landschaftsrat (vgl. Ritterschaftsrat)

  - Karl von Voß (1802–1888), auf Luplow u. Karlshof, mecklenb. Kammerherr u. Drost a. D.
    - Fritz von Voß (1854–1945), auf Luplow u. Karlshof, zeitweise auf Katelbogen,[8] kgl. preuß. Oberst a. D., Johanniter[9][10]
      - Fritz Agathon von Voß (1883–1917), Jurist, Diplomat (Botschaft Konstantinopel),[11] preuß. Rittmeister d. R. d. Garde-Kürassier-Regiments
      - Hartwig von Voß (1887–1970), seit 1928 auf Luplow u. Karlshof, dt. Oberst a. D.
- Felix Graf von Voß (1801–1881), auf Groß Gievitz, Landrat des Herzogtums Schwerin[12]
- Viktor Graf Voß (1868–1936), Tennisspieler u. dreifacher deutscher Meister von 1894–1896, Enkel d. Vorgenannten